# Mala Bosna
Mala Bosna (en serbe cyrillique : Мала Босна ; en croate : Mala Bosna ; en hongrois : Kisbosznia) est une localité de Serbie située dans la province autonome de Voïvodine et sur le territoire de la Ville de Subotica, district de Bačka septentrionale. Au recensement de 2011, elle comptait 1 072 habitants.
Mala Bosna est officiellement classée parmi les villages de Serbie.

## Démographie

### Évolution historique de la population
| 1948  | 1953  | 1961  | 1971  | 1981  | 1991  | 2002  | 2011  |
| ----- | ----- | ----- | ----- | ----- | ----- | ----- | ----- |
| 2 940 | 3 002 | 2 883 | 2 318 | 1 835 | 1 488 | 1 245 | 1 072 |

|  |